# مايكل هاريمان
مايكل هاريمان (بالإنجليزية: Michael Harriman)‏ (23 أكتوبر 1992 بتشيتشستر في المملكة المتحدة - ) هو لاعب كرة قدم أيرلندي في مركز الدفاع. شارك مع منتخب جمهورية أيرلندا تحت 19 سنة لكرة القدم ومنتخب جمهورية أيرلندا تحت 21 سنة لكرة القدم ومنتخب جمهورية أيرلندا لكرة القدم. أما مع النوادي، فقد لعب مع كوينز بارك رينجرز ونادي غيلينغهام ونادي لوتون تاون وسانت ألبانز سيتي وويكمب وندررز.

## وصلات خارجية
- مايكل هاريمان على موقع قاعدة بيانات كرة القدم.إي يو (الإنجليزية)
- مايكل هاريمان على موقع Soccerbase.com (لاعب) (الإنجليزية)
- مايكل هاريمان على موقع Soccerway.com (الإنجليزية)
- مايكل هاريمان على موقع عالم كرة القدم.نت (الإنجليزية)
- مايكل هاريمان على موقع AS.com (الإسبانية)
- مايكل هاريمان على موقع GSA (الإنجليزية)